# Суботиця (стадіон)
Міський стадіон Суботиці (серб. Градски стадион Суботица / Gradski stadion Subotica) — багатоцільовий стадіон, розташований у місті Суботиця. Стадіон вміщує 13 000 глядачів, наразі використовується переважно для проведення футбольних матчів і є домашнім полем ФК «Спартак Суботиця» з 1945 року. На стадіоні є футбольне поле і зареєстрована бігова доріжка для легкої атлетики, придатна для проведення змагань. Одна частина стадіону крита. Є також два допоміжних футбольних поля.

## Історія
Стадіон був побудований в 1936 році й отримав назву «Stadion kralja Petra» (Стадіон короля Петра), також відомий як «Sokolsko sletište» (Соколине поле). Він був частиною великого архітектурного проєкту доктора Кости Петровича під назвою «Великий народний парк» і мав забезпечити місто всіма необхідними спорудами для спорту та розваг. Початкова місткість стадіону становила від 20 до 25 000 глядачів. Стадіон було урочисто відкрито 6 червня 1936 року під час «Сокільського сльоту», події, яка зібрала всі товариства «Сокіл» з північного регіону Королівства Югославія. Подальший розвиток спортивного комплексу був перерваний з початком Другої світової війни та ніколи не був завершений після неї.
Однією з головних характеристик стадіону є його прямокутна форма. За роки свого існування він зазнав кількох реконструкцій — у 1972, 1978, 2000, 2012 та 2018 роках.
У 1986 році стадіон приймав Чемпіонат Європи серед юнаків до 18 років.

## Галерея

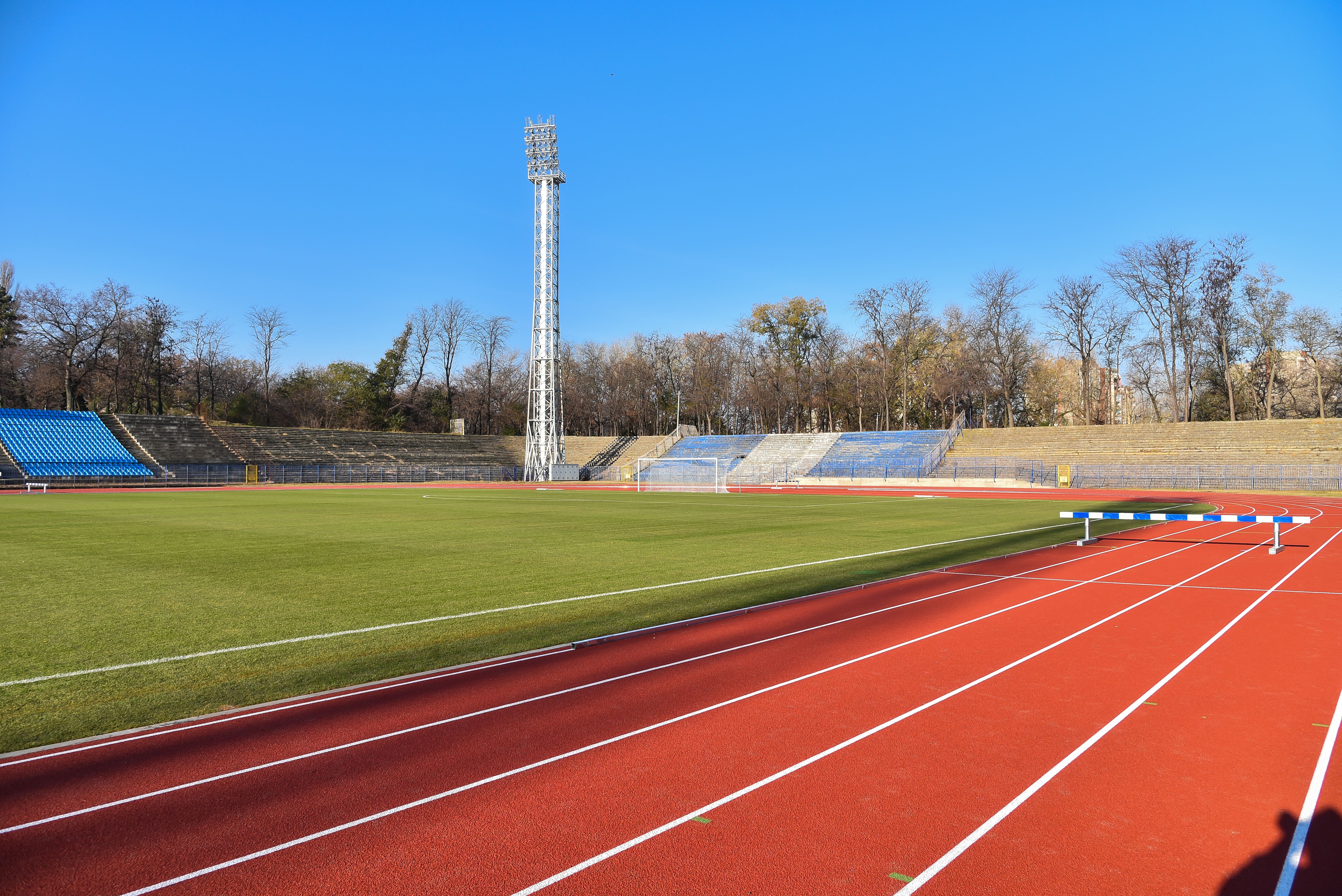
Північна трибуна
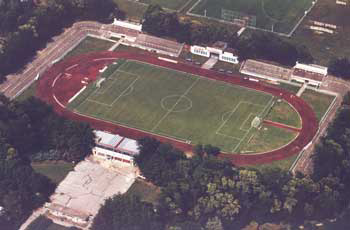
Старе фото стадіону з повітря